# Edsel
Edsel foi uma marca de automóvel produzido pela Ford Motor Company na década de 1950.

## História
No início da década de 1950, a Ford tornou-se uma sociedade anônima de capital aberto e na tentativa de crescer suas vendas no mercado de sedans, dominadas pelos concorrentes General Motors e Chrysler, lançou em 1955 o projeto "Carro E" (nome código de carro experimental). Com o projeto do automóvel desenvolvido, optaram em denominar o produto homenageando o filho de fundador da empresas, Edsel Bryant Ford.
Em 4 de setembro de 1957, o Edsel foi introduzido no mercado publicitário, tanto na imprensa como na televisão, além de eventos shows e o lançamento oficial da marca ocorreu em 1958.
O veículo foi produzido como um sedan de luxo em quatro modelos (Citation, Corsair, Pacer e Ranger), entre conversível, quatro e duas portas e em potências entre 300 e 345 cv, num motor V8.
As projeções de vendas nunca foram alcançadas e o projeto que delineava um carro campeão de vendas, não se concretizou desde o primeiro ano de lançamento. A previsão era de vender 200 mil unidades no seu primeiro ano de e teriam que construir novas fábricas pra satisfazer a demanda do carro que afirmavam ter investido 250 milhões de dólares no desenvolvimento. O Edsel nunca ganhou popularidade no mercado norte-americano, muito em função de defeitos de acabamento e principalmente pelo seu design, quando a grade do radiador remetia à genitália feminina.
Com um acumulo de milhões de dólares em prejuízos, a Ford anunciou em novembro de 1959, o fim da produção do Edsel, com quase 3 000 unidades do modelo 1960 já produzidos, sendo estes enviados para a sua rede de concessionárias para serem comercializados nos primeiros meses do ano seguinte.
A empresa contabilizou aproximadamente 116 000 unidades vendidas das 118 287 produzidas nos três anos em que esteve no mercado, atingindo menos da metade do ponto de equilíbrio projetado para o produto.

## Atualidade
Considerado um dos grandes fracassos do mercado automobilístico norte-americano, na atualidade o Edsel é um produto cobiçado no mercado de colecionadores. São aproximadamente 10 000 unidades do modelo existente e considerados objetos valiosos, tendo, quando comercializados, valores na ordem de US$ 100 000,00.

## Galeria de imagens

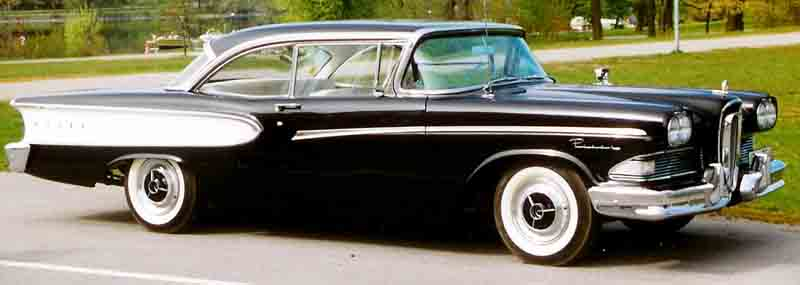
Edsel Pacer 2 portas 1958
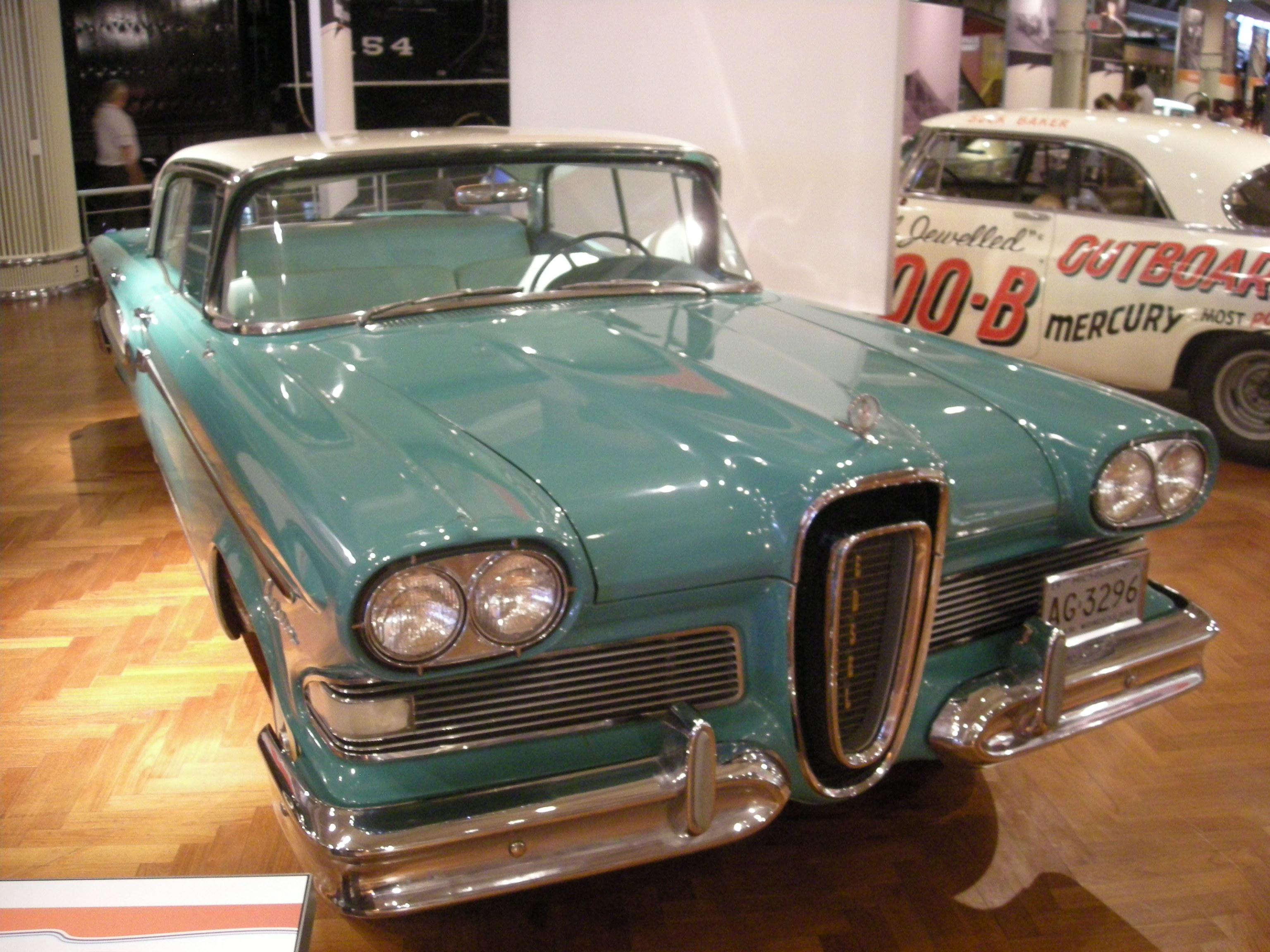
Edsel Citation 1958 (acervo do Henry Ford Museum)
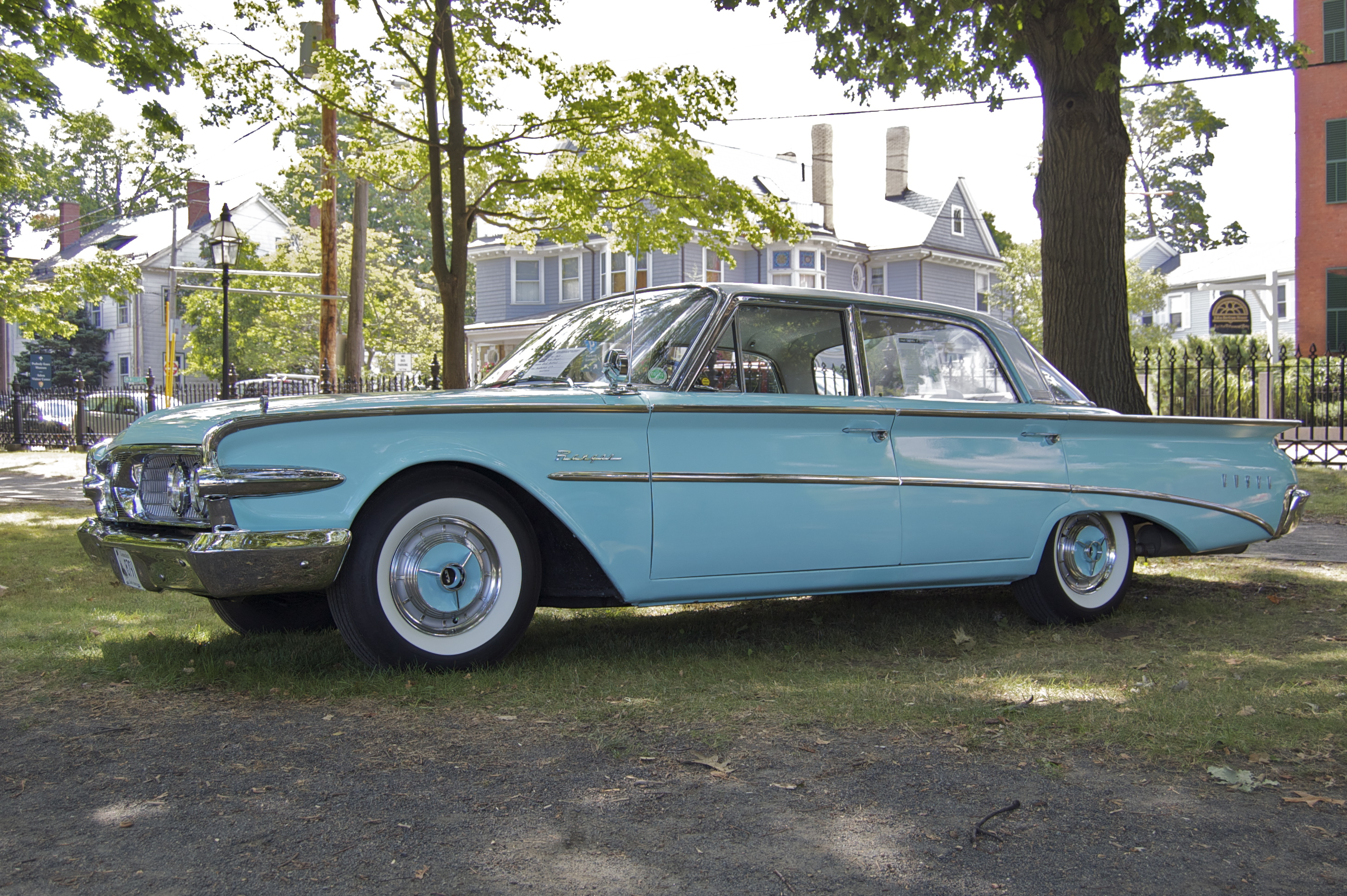
Edsel Ranger 4 portas 1960
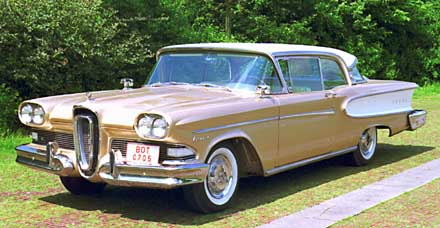
Edsel Corsair 1958
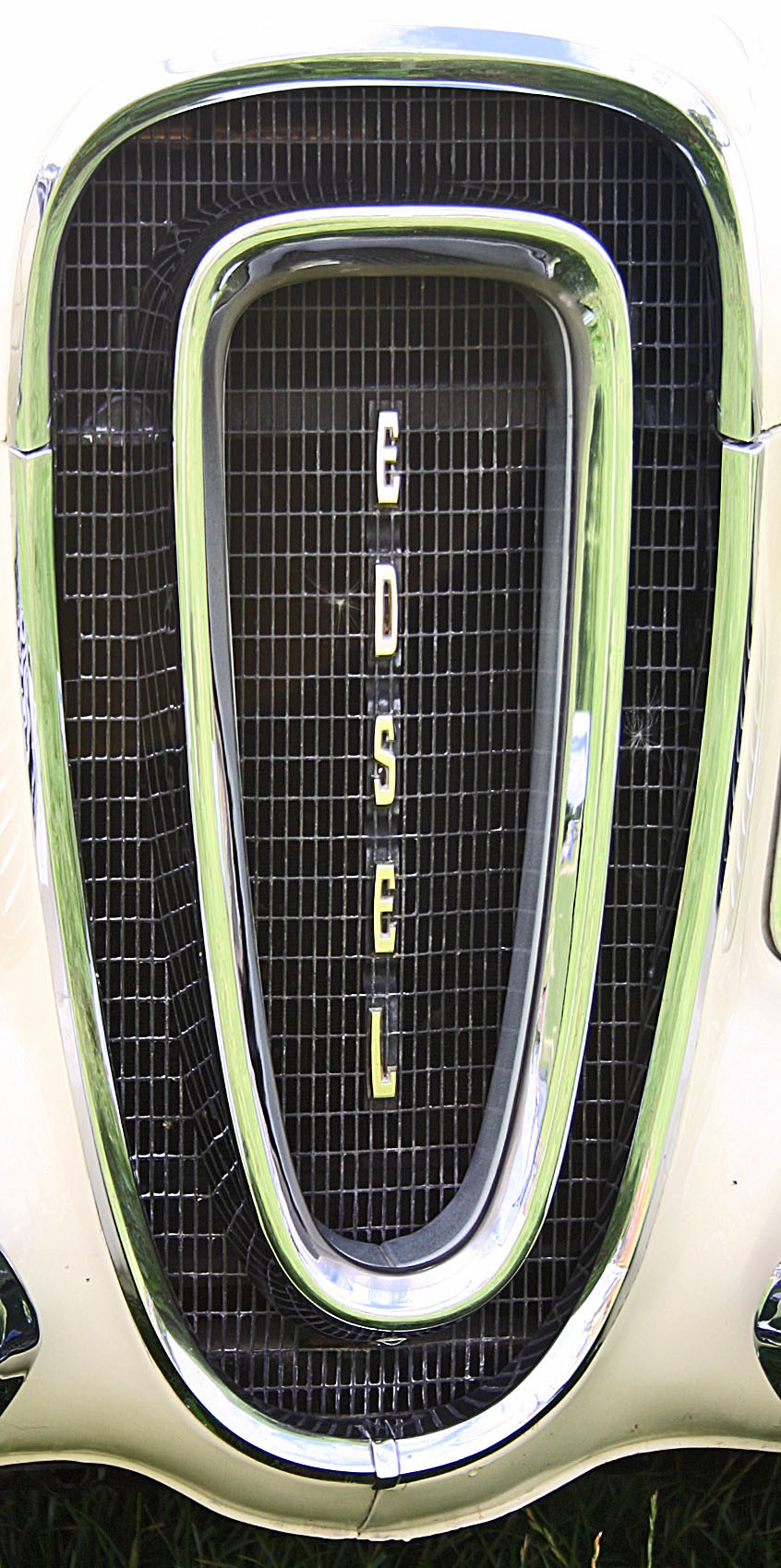
Grade do Edsel (seu desenho assemelha-se a genitália feminina)